# Tounfite
Tounfite (en tamazight ⵜⵓⵏⴼⵉⵜ, en arabe : تونفيت) est une ville située dans la province de Midelt, au Maroc. Elle est située dans la région de Drâa-Tafilalet.

### Sources
- (en) Tounfite sur le site de Falling Rain Genomics, Inc.